# 高岳山 (秋田県)
高岳山（たかおかさん）は、秋田県八郎潟町にある山である。三角点がある一本桜展望台は八郎潟町と三種町の境にある。

## 概要
高岳山は八郎潟東部承水路のすぐ西隣に位置している。南東には五城目町のシンボルと言われる森山がある。山頂には、秋田県内の延喜制式内社三社のうちの一社である副川神社が祀られており、古来から人々の信仰が篤い。山腹にある第3の鳥居（通称中の鳥居）の石灯籠は、高さ約2.5mの永久常夜灯で、かっては八郎潟を往来する船にとって灯台の役目を果たした。
山体は、森山火山岩類の普通輝石黒雲母角閃石デイサイトから出来ている。
高岳山は古来から神がこもる山として人々から崇拝されてきた。平安時代の中期には山岳仏教の聖地として、祭神には熊野系の修験による素戔嗚尊を祀り、観音の黄金仏を神体とした社堂を創建したと伝えられている。後に、江戸時代に副川神社が山頂に再興された。

## 登山
八郎潟町浦大町の常福院前を通ると駐車場があり、そこから登山道がある。左の鳥居をくぐると、副川神社の里宮がある。さらに鳥居をくぐり、整備された杉林の中の登りが始まる。登り切ると、眺望の良い中の鳥居に出る。さらに、細い尾根を登ると副川神社がある高岳山山頂に到着する。西側の先に展望台があり、男鹿半島や八郎潟干拓地を眺望できる。
社殿の裏から広場に出て先に進むと、三角点がある一本桜展望台に到着する。一本桜展望台からは真坂集落への道が続いている。広場から右に進むと、小沢沿いに下山することになり、叢雲の滝の園地に出る。叢雲の滝の園地には駐車場や四阿が整備されている。
叢雲の滝の園地から杉林を登り小川を下ると登山口につく。

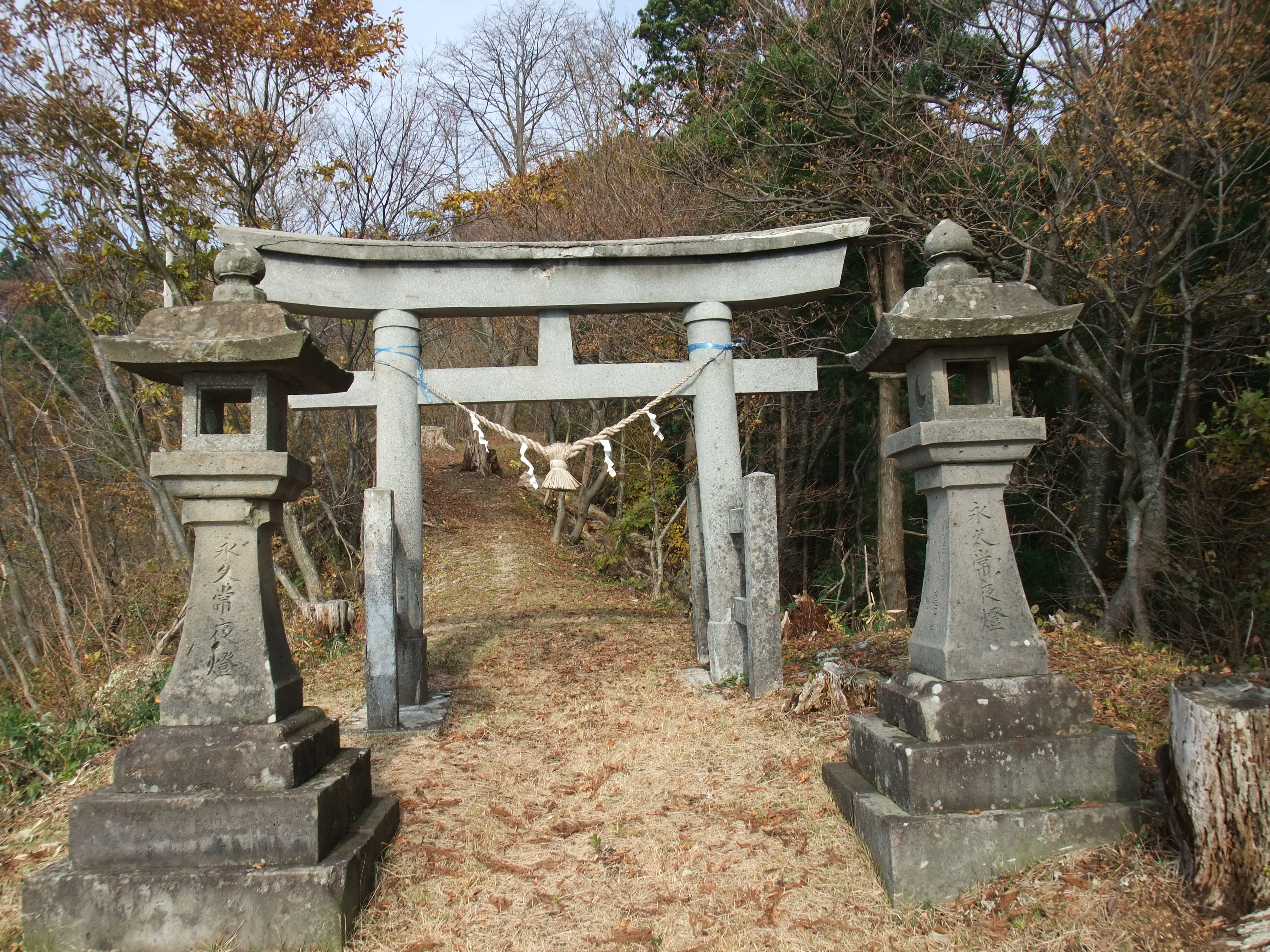
副川神社常夜灯
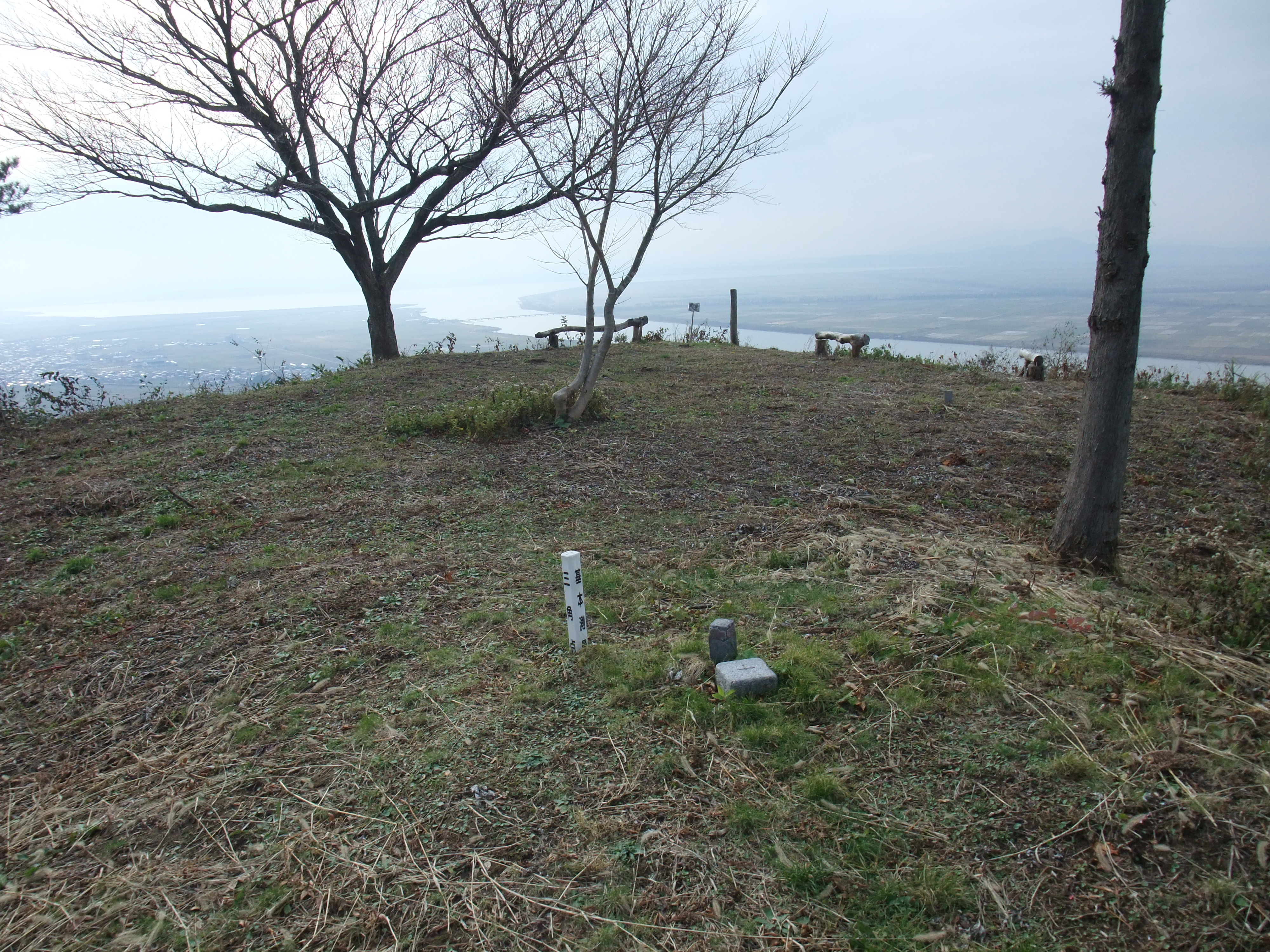
一本桜展望所
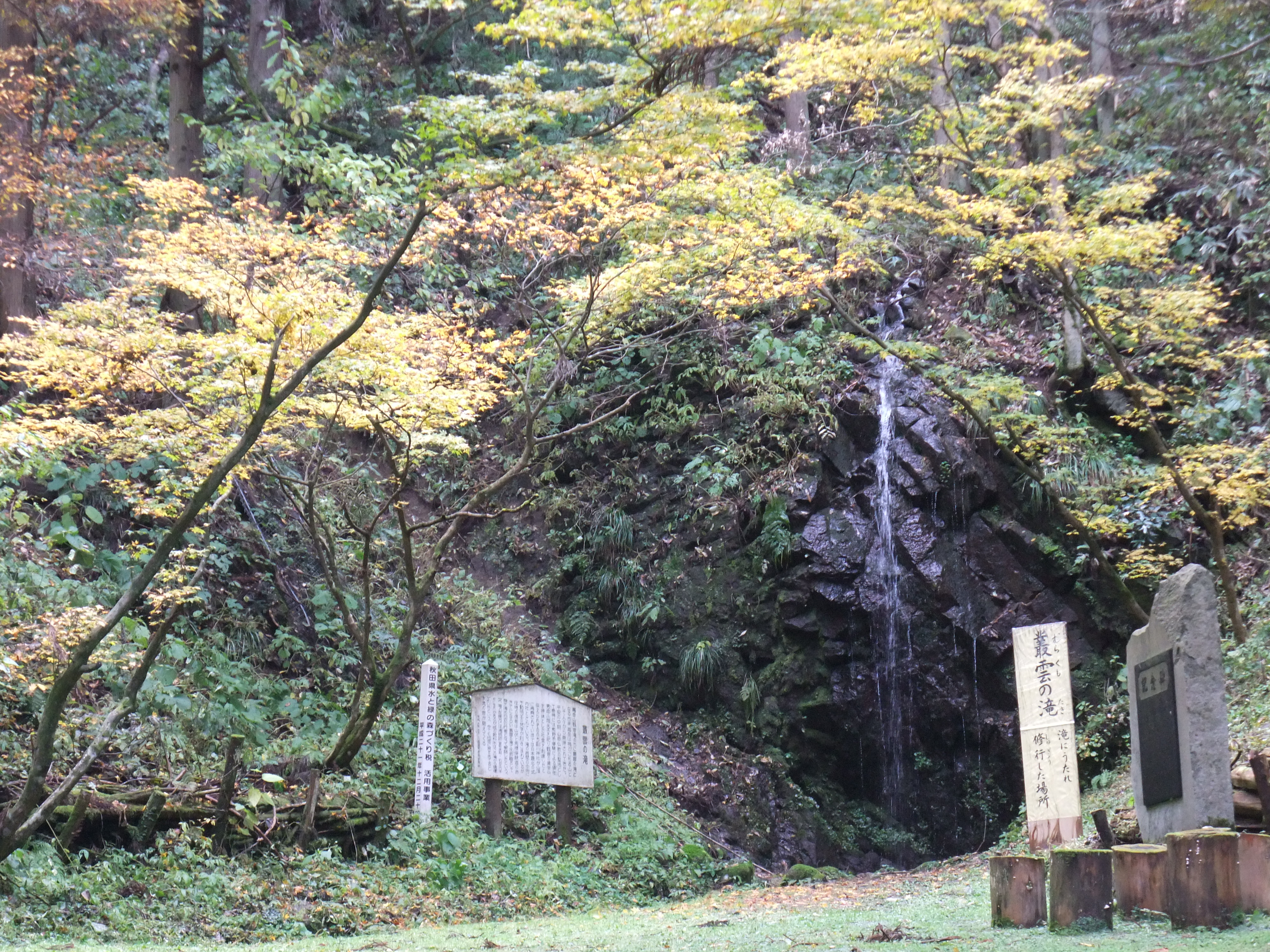
叢雲の滝

## 叢雲の滝
叢雲の滝は古来、観音の滝と呼ばれていた。滝の岸壁の中央には不動明王の梵字が刻まれている。修験道が行われていた頃には、信者は山伏と同様の修験道の掟に習い、白衣を着て叢雲の滝で水垢離をして身を清め、山頂に参拝したと言われている。また、滝の左後方にあった浦城には、この滝から樋堰で引いたと言われている。今でも、地面に耳をあてると水流の音が聞こえてくる。
叢雲の滝の右上方には、浦城の城主であった三浦兵庫頭盛永が自刃したとされる場所がある。
秋田実季が三倉鼻に道路を造る前は、この叢雲の滝の場所に街道があった。菅江真澄もこの場所を通って北に移動している。

## 浦城
高岳山の東方の丘陵地帯には、室町末期の山城である浦城がある。浦城は三浦氏の居城であったが、湊合戦により城は落城し、城主は自刃したとされる。浦城跡は八郎潟町により、整備され各種のイベントが実施されている。

## 尼子館
高岳山の頂上から西に下った所に、尼子館と呼ばれる場所がある。位置と規模からみて浦城の出城としての役割が考えられている。館主は尼子四郎の名が伝えられている。一説には浦城が戦に巻き込まれた際に、非戦闘員である婦女子が逃げ込んだ事から尼子館と呼ばれたとも言われる。麓には浦城落城後、城主である三浦氏関連の女性が尼となって庵を結んで供養したと伝わる。秋は鈴虫や松虫などがそばへきて、いっしょに泣いてくれたともされる。

## 平安中期の北の国境
平安中期の歌人であり学者である源順が承久年間（931年-938年）に編纂した『和名類聚抄』という辞書がある。この辞書は、当時のあらゆる事や物の名前と読み、意味がおさめられていて、見方によっては百科事典とも言える。この本には10世紀半ばの国名・郡名・郷名の全てがおさめられていて、出羽の国の最も北が率浦郷（ひきうらごう）であった。率浦は「率土の果て」という意味で、ここが律令国家の北の果てであった。
五城目町の森山、高岳山、三倉鼻が国の境で、これより北には国・郡・郷は無かった。この地より先は蝦夷と呼ばれた人たちの土地となっていた。

## 一日市大火
1945年（昭和20年）4月18日、一日市（八郎潟町中心部）から出火した火は、南風にあおられ、萱屋根伝いに延焼していった。一日市、羽立、小池、浦大町、高岳山、市野、種沢と次々に延焼し、大火となった。高岳山東部と浦城跡の境界周辺も山火事となった。